# Vukmanovo
Vukmanovo (cyr. Вукманово) – wieś w Serbii, w okręgu niszawskim, w mieście Nisz. W 2011 roku liczyła 340 mieszkańców.